# Costes d'Armingous
Les Costes d'Armingous són unes costes del poble de Sant Just d'Ardèvol, al municipi de Pinós (Solsonès) situades al SO de la masia d'Armingous a unes altituds compreses entre els 675 i els 750 m.